# Equity
Equity is een Amerikaanse film uit 2016, geregisseerd door Meera Menon. De film ging in wereldpremière op 26 januari op het Sundance Film Festival in de U.S. Dramatic Competition.

## Verhaal
De hooggeplaatste vrouwelijke investeringsbankier Naomi Bishop werkt voor een omstreden investeringsmaatschappij na de financiële crisis. De regels zijn strak en de druk is groot om veel geld te verdienen. Naomi geraakt verstrikt in een web van politiek en macht. Met de agressieve aanklager uit het verleden, Samantha, en een gespannen relatie met haar ondergeschikte Erin, is ze gedwongen om haar ambities te herzien in deze meedogenloze wereld waar ze van houdt en waar ze als vrouw het maximum wil behalen.

## Rolverdeling
| Acteur             | Personage      |
| ------------------ | -------------- |
| Anna Gunn          | Naomi Bishop   |
| James Purefoy      | Michael Connor |
| Sarah Megan Thomas | Erin Manning   |
| Alysia Reiner      | Samantha       |
| Samuel Roukin      | Ed             |
| Lee Tergesen       | Randall        |
| James Naughton     | John           |
| David Alan Basche  | Ian            |